# De Havilland Sea Vixen
de Havilland DH.110 Sea Vixen ("Morska lisica") je bil twin-boom palubni reaktivni  lovec iz 1950ih. Letalo je zasnovalo podjetje de Havilland, prvič je poletel 26. septembra 1951. Edini uporabnik je bila britanska Fleet Air Arm (letalski oddelek Kraljeve mornarice). Sea Vixen je ostal v uporabi do leta 1972. 
Sea Vixna sta poganjala dva turboreaktivna motorja Rolls-Royce Avon, ki sta mu omogočala hitrost Mach 0,91, v rahlem spustu je lahko presegel hitrost zvoka.

## Specifikacije (Sea Vixen FAW.2)
Podatki iz The Great Book of Fighters; Green, William; Swanborough, Gordon (2001). The Great Book of Fighters. St. Paul, Minnesota: MBI Publishing. COBISS 23953925. ISBN 0-7603-1194-3.
Splošne karakteristike
- Posadka: 2
- Dolžina: 55 ft 7 in (16,94 m)
- Razpon kril: 51 ft 0 in (15,54 m)
- Višina: 10 ft 9 in (3,28 m)
- Površina kril: 648 ft² (60,2 m²)
- Teža praznega letala: 27950 lb (12680 kg)
- Naložena teža: 41575 lb (18860 kg)
- Maks. vzletna teža: 46750 lb (21205 kg)
- Pogon letala: 2 × Rolls-Royce Avon Mk.208 turboreaktivni motor, 50 kN (11000 lbf) vsak

 Zmogljivost 
- Maks. hitrost: Mach 0,91 (690 mph, 1110 km/h) na nivoju morja
- Doseg: 790 milj (1270 km) z notranjim gorivom
- Višina leta: 48000 ft (14600 m)
- Hitrost vzpenjanja: 9000 ft/min (46 m/s)
- Obremenitev kril: 64,2 lb/ft² (313 kg/m²)
- Razmerje potisk/teža: 0,54

Oborožitev

- Nosilci za orožje: 6  in zalogo orožja s kombinacijo:
  - Rakete: 4 × Matra izstreljevalci raket, vsak z 18 × SNEB 68 mm raketami
  - Izstrelki: 4 × rakete zrak-zrak  Red Top ali Firestreak
  - Bombe: 2 × 500 lb (227 kg) bombi ali 1 × Red Beard prostopadajoča jedrska bomba

Letalska elektronika

GEC AI.18 Air Interception radar